# 稲葉楓
稲葉 楓（いなば かえで、1992年4月25日 - ）は、日本の元女優。ベリーベリープロダクションに所属していた。
東京都出身。身長160cm。血液型O型。趣味は読書、お菓子作り、オーボエ。特技は水泳、ピアノ、ヨガ。
アイドルユニット「サンスポアイドルリポーター」6期候補生。

## 出演作品

### 映画
- 東京無国籍少女（2015年、東映ビデオ）

### テレビ番組
- ビットワールド（2013年、NHK Eテレ）
- なないろ日和!（テレビ東京）
- 東京オーディション（仮）【イイね! ガールズ第12期】（2016年9月 - 10月、TOKYO MX）
- ウルトラマンオーブ 第18話「ハードボイルドリバー」（2016年11月、テレビ東京） - 女子大生 役
- SIRオーディション〜6期生への道〜（2016年11月 - 2017年1月、TOKYO MX）

### 舞台
- 「東京俳優市場2011年冬」第2話『リサイクルショップ・サンタ』（2011年12月7日 - 11日、笹塚ファクトリー） - Bキャスト[2]
- 「東京俳優市場2012年冬」第2話『明日見る夢』（2012年11月21日 - 25日、笹塚ファクトリー） - Bキャスト[3]
- 劇団空間エンジン「Juliet[4]」（2013年5月8日 - 13日、両国・エアースタジオ） - A班
- GIRLS MUSEUM「Short Sweet Story 夏の特別編」『メッセージ・イン・ア・ボトル』（2013年7月25日 - 28日、新宿・シアターサンモール） - Aキャスト 美波 役
- GIRLS MUSEUM Nostalgia Note vol.2「思い出はあの花とともに…」（2013年10月3日 - 6日、pit北/区域）
- 劇団ズッキュン娘第4回公演「2番目でもいいの♡」（2014年4月23日 - 28日、中野MOMO劇場） - Aチーム
- アリスインプロジェクト×企画演劇集団ボクラ団義「エデンの空に降りゆく星唄[5]」（2014年8月14日 - 17日、新馬場・六行会ホール） - チームノア 湯川つぐみ 役
- パンプランニング「あなたを待ちながら」（2015年12月2日 - 5日、築地ブディストホール） - 白組 劉美蘭 役
- アリスインプロジェクト「イマジカル・マテリアル[6]」（2017年3月15日 - 20日、新宿村LIVE） - 星組 石原サチコ 役[7]
- アリスインプロジェクト「スーパーマンガ大戦 オルタナティブ[8]」（2017年11月8日 - 19日、新宿・コフレリオシアター） - 月組 グリーン 役
- アリスインプロジェクト「ゼロヨンヨンの終電車2018[9]」（2018年1月10日 - 14日、新宿村LIVE） - B組 Cherry 役

### DVD
- ZENピクチャーズ「紅の女神 ワンダーフレイヤ[10]」（2017年8月） - 御子柴凜(みこしば りん) 役

### CM
- 代々木ゼミナール（2011年 - 2012年）
- 駿台予備校 東大コースポスター（2011年）
- バンダイナムコゲームス テイルズ オブ アスタリア OLバス停編（2014年）

### 雑誌
- 日経パソコン（2014年、日経BP）

### Web
- 怪談ニコニコ供養の館 / 2日目（2013年、ニコニコ生放送） - ナビゲーター

### イベント
- エデンの空に降りゆく星唄 チケット即売会&握手会（2014年、ギャラリーK）